# Yiğitler Bucak Merkezi, Bayramiç
Yiğitaliler là một xã thuộc huyện Bayramiç, tỉnh Çanakkale, Thổ Nhĩ Kỳ. Dân số thời điểm năm 2011 là 148 người.